# Stadhuis van Sarlat-la-Canéda
Het Stadhuis van Sarlat-la-Canéda (Frans: Hôtel de ville de Sarlat-la-Canéda) is het gemeentehuis van Sarlat-la-Canéda.